# Everyday Is Like Sunday
"Everyday Is Like Sunday" is een lied uit 1988 van de Britse zanger Morrissey. Het is het derde nummer uit zijn debuutalbum, Viva Hate, en de tweede single die door hem werd uitgebracht. Het haalde de negende positie in de UK Singles Chart en is een van zijn bekendste nummers. Everyday Is Like Sunday verscheen, evenals zijn B-kanten Disappointed and Will Never Marry, op het compilatie-album Bona Drag.

## Achtergrond
Er wordt algemeen aangenomen dat de ooit populaire badplaats Mablethorpe, aan de oostkust van Engeland, de inspiratie voor het lied was. Na een bepaalde tijd stroomde de badplaats leeg en werd het, zelfs in het middenseizoen stil. De videoclip werd gefilmd in Southend-on-Sea, een vergelijkbare badplaats in Essex. Toch, zijn er verschillende verwijzingen naar Mablethorpe in het lied, waaronder de regels: 'This is the coastal town that they forgot to bomb.' en 'Come, come, Armageddon, come!' Dit refereert aan het feit dat Mablethorpe de enige badplaats in het oosten van Engeland was die niet werd gebombardeerd gedurende de Tweede Wereldoorlog.
Morrissey zei eens: 'er is iets raars en deprimerend aan een badplaats buiten het seizoen'.
Het nummer werd gecoverd door verschillende bands, waaronder The Pretenders (op de soundtrack van Boys on the Side), de 10,000 Maniacs (op hun EP Candy Everybody Wants), en Mikel Erentxun op zijn album Acrobatas.

## Ontvangst
Anders dan met Suedehead, gaf de NME geen blijk van waardering voor de tweede single van Morrissey. Daarentegen werd er wel blijk van waardering voor de single gegeven op de september-uitgave van het blad Q Magazine uit 1992, waarin Chrissie Hynde zei dat de "tekst van Everyday Is Like Sunday is, voor mij, een meesterlijk stuk proza" en Siobhan Fahey beschreef het als haar "top lied aller tijden".

## Muzikanten
- Morrissey: zang
- Stephen Street: basgitaar
- Vini Reilly: gitaren, piano
- Andrew Paresi: drums

## Andere uitvoeringen
Het lied is onder meer opgenomen door The Pretenders en 10.000 Maniacs. In februari 2021 verscheen de versie van ska-zangeres Rhoda Dakar.